# أفيساك
أفيساك (بالفرنسية: Avessac) هي بلدة فرنسية تقع في كانتون سان نيكولا دي ريدون [الإنجليزية] . تبلغ مساحة أفيساك 76.49 كيلومترا مربعا وتقع على ارتفاع 76 مترا فوق سطح البحر.

## أنظر أيضا
- قائمة المدن الأكثر اكتظاظا بالسكان في فرنسا